# Phillipa Soo
Phillipa Anne Soo (Libertyville, Illinois, 31 de mayo de 1990) es una actriz y cantante estadounidense conocida por interpretar a Elizabeth Schuyler Hamilton en el musical Hamilton. Fue nominada en el 2016 al Premio Tony por su actuación. Otros de sus roles más conocidos son el de Natasha en el musical Natasha, Pierre & The Great Comet of 1812 y en Amélie, la versión musical de la película homónima. Más recientemente, ha aparecido en Broadway en The Parisian Woman, desde noviembre del 2017 hasta marzo de 2018.

## Biografía
De padre chinoestadounidense de primera generación y madre europea, Soo dijo en una entrevista para The Hollywood Reporter que su madre era artista y su padre, médico. Soo asistió al instituto Libertyville High School desde 2004 hasta 2008. Se graduó de la Escuela Juilliard en 2012.

## Carrera

### Teatro
Tras graduarse de Juilliard, fue escogida para interpretar a Natasha en la versión Off-Broadway del musical de Dave Malloy Natasha, Pierre & The Great Comet of 1812, basado en la novela de Leo Tolstoy Guerra y Paz.
Tras ver su actuación en Great Comet, el director Thomas Kail y el compositor Lin-Manuel Miranda convencieron a Soo para leer en 2014 la primera versión del musical Hamilton como Eliza Schuyler. Interpretó el papel tanto en la versión Off-Broadway como en la de Broadway en el teatro Richard Rodgers, y recibió una nominación a un Premio Tony en el 2016. Tras su última actuación como Eliza el 9 de julio del 2016, el papel pasó a ser interpretado por Lexi Lawson.
Desde el 9 de marzo del 2017 hasta que el show cerró el 3 de abril del mismo año, Soo interpretó al personaje principal en la versión musical de la película francesa Amélie.
También ha aparecido como Rebecca en The Parisian Woman en Broadway desde el 7 de noviembre de 2017 hasta el 11 de marzo de 2018.

### Televisión
En 2013 obtuvo un pequeño papel recurrente en la serie de la NBC Smash. Apareció en cinco episodios antes de que cancelaran la serie. Tuvo un papel pequeño en 2014 en el piloto de la serie Dangerous Laisons, que finalmente no fue aceptado y la serie no se realizó.
En 2018 fue anunciado que Soo aparecería en la serie de la CBS The Code.

## Vida personal
El 24 de septiembre del 2017 se casó con el también actor Steven Pasquale.

## Teatro
| Año(s)  | Producción                                | Papel                        | Localización                | Categoría              |
| ------- | ----------------------------------------- | ---------------------------- | --------------------------- | ---------------------- |
| 2012    | Natasha, Pierre & The Great Comet of 1812 | Natasha Rostova              | Ars Nova                    | Off-off-Broadway       |
| 2013–14 | Natasha, Pierre & The Great Comet of 1812 | Natasha Rostova              | Kazino Meatpacking District | Off-Broadway           |
| 2015    | Hamilton                                  | Elizabeth Schuyler Hamilton  | The Public Theater          | Off-Broadway           |
| 2015–16 | Hamilton                                  | Elizabeth Schuyler Hamilton  | Teatro Richard Rodgers      | Broadway               |
| 2016–17 | Amélie                                    | Amélie Poulain               | Teatro Ahmanson             | Regional, Pre-Broadway |
| 2017    | Amélie                                    | Amélie Poulain               | Teatro Walter Kerr          | Broadway               |
| 2017–18 | The Parisian Woman                        | Rebecca                      | Teatro Hudson               | Broadway               |
| 2020    | Tumacho                                   | Catalina Vucovich-Villalobos | Teatro Connelly             | Off-Broadway           |
| 2022    | Suffs                                     | Inez Milholland              | Teatro Público              | Off-Broadway           |
| 2022    | Into The Woods                            | Cinderella                   | St. James Theatre           | Broadway               |

## Televisión
| Año  | Título             | Papel              | Notas                  |
| ---- | ------------------ | ------------------ | ---------------------- |
| 2013 | Smash              | Lexi               | 5 episodios            |
| 2014 | Dangerous Liaisons | Nia                | Película de televisión |
| 2019 | The Code           | Teniente Harper Li | 13 episodios           |
| 2021 | The Bite           | Cindy Estereo      | 6 episodios            |
| 2021 | Dopesick           | Amber              | 7 episodios            |
| 2022 | Shinning Girls     | Jin-Sook           | En filmación           |
| 2024 | Doctor Odyssey     | Nurse Avery Morgan | 18 episodios           |

## Películas
| Año  | Título                            | Papel             | Notas                                           |
| ---- | --------------------------------- | ----------------- | ----------------------------------------------- |
| 2013 | Keep The Change                   | Karen             | Corto                                           |
| 2016 | Moana                             | Voces adicionales | Película de Disney                              |
| 2018 | Here and Now                      | Oona              |                                                 |
| 2020 | Hamilton                          | Eliza Hamilton    | Versión fílmica del musical de Broadway de 2015 |
| 2020 | La galería de los corazones rotos | Nadine            |                                                 |
| 2020 | The One and Only Ivan             | Thelma (voz)      |                                                 |
| 2020 | Más allá de la luna               | Chang'e (voz)     |                                                 |
| 2021 | Tick, Tick... Boom!               | "Sunday" Legend   | Cameo en película                               |
| 2022 | One True Loves                    | Emma Blair        | Postproducción                                  |

## Premios y nominaciones
| Año  | Premio                       | Categoría                                                | Trabajo                                   | Resultado |
| ---- | ---------------------------- | -------------------------------------------------------- | ----------------------------------------- | --------- |
| 2013 | Premio Drama League          | Actuación distinguida                                    | Natasha, Pierre & The Great Comet of 1812 | Nominada  |
| 2014 | Premio Lucille Lortel        | Mejor actriz principal en un musical                     | Natasha, Pierre & The Great Comet of 1812 | Nominada  |
| 2015 | Premio Lucille Lortel        | Mejor actriz principal en un musical                     | Hamilton                                  | Ganadora  |
| 2015 | Premio Clarence Derwent      | Actriz más prometedora                                   | Hamilton                                  | Ganadora  |
| 2016 | Premios Tony                 | Mejor actriz principal en un musical                     | Hamilton                                  | Nominada  |
| 2016 | Premios Grammy               | Mejor álbum de un musical                                | Hamilton                                  | Ganadora  |
| 2016 | Premios Broadway             | Mejor actuación                                          | Hamilton                                  | Ganadora  |
| 2016 | Premios Broadway             | Mejor pareja sobre el escenario (con Lin-Manuel Miranda) | Hamilton                                  | Nominada  |
| 2016 | Premios Broadway             | Actriz principal favorita en un musical                  | Hamilton                                  | Ganadora  |
| 2017 | Premios Broadway             | Actriz principal favorita en un musical                  | Amélie                                    | Nominada  |
| 2018 | Premios Broadway             | Mejor actriz en una obra de teatro                       | The Parisian Woman                        | Ganadora  |
| 2021 | Critics' Choice Super Awards | Mejor actriz de voz en una película animada              | Más allá de la luna                       | Nominada  |